# Chiesa di San Lorenzo fuori le mura (Mesagne)
La chiesa di San Lorenzo fuori le mura è un edificio religioso collocato ai limiti del centro storico dell'attuale comune di Mesagne, in provincia di Brindisi.

## Descrizione
La chiesa, con orientamento sull'asse Est-Ovest, presenta una pianta longitudinale, divisa in tre navate, che termina però in un corpo composto da tre absidi disposte a formare un “triconco”. Le absidi sono poi arricchite ciascuna da ampie finestre ad arco.
La muratura è formata da grossi conci nella parte bassa e da blocchi più piccoli e regolari nella parte alta. Queste differenze hanno fatto ritenere agli studiosi che l'edificio sia stato costruito nella forma originaria tra il VI ed il IX secolo, mentre le aggiunte (in particolare del corpo longitudinale antistante), tra IX e X secolo.
All'interno, sono ancora visibili tracce di affreschi fra cui quelle di immagini di due sante coronate, datate all'XI-XII secolo.